# Karlštejn (district de Beroun)
Karlštejn (en allemand : Karlstein) est un bourg (městys) du district de Beroun, dans la région de Bohême-Centrale, en République tchèque. Sa population s'élevait à 861 habitants en 2020.

## Géographie
Karlštejn est arrosé par la Berounka, un affluent de la Vltava, et se trouve à 8 km à l'est-sud-est de Beroun et à 25 km au sud-ouest du centre de Prague.
La commune est limitée par Bubovice et Vysoký Újezd au nord, par Mořina et Hlásná Třebaň à l'est, par Liteň au sud, et par Korno et Srbsko à l'ouest.

## Histoire
La première mention écrite de la localité date de 1348, époque de la construction du château de Karlštejn.

## Jumelage
- Althen-des-Paluds (France)